# Prittlewell
Prittlewell est une localité située en Essex en Angleterre, dans le district de Southend-on-Sea.